# Cruel (chanson de Snakehips)
Pour les articles homonymes, voir Cruel.
Singles par Snakehips
Money on me Burn Break Crash
(2016)
Singles par Zayn Malik
Wrong
(2016) Freedun
Cruel est une chanson du groupe anglais Snakehips en collaboration avec le chanteur anglais Zayn, sortie le 15 juillet 2016 sous les labels Sony Music et Columbia Records. 

## Réception
La chanson est bien accueilli par la critique. NME classe la chanson 50eau classement des 50 meilleures chansons de 2016. MuuMuse classe la chanson 88edans leur classement des 100 chansons de 2016.

## Certifications
| Region      | Certification | Ventes  |
| ----------- | ------------- | ------- |
| Australie   | Or            | 35 000  |
| Royaume-Uni | Argent        | 200 000 |